# All Shall Perish
All Shall Perish – amerykański zespół grający deathcore. Powstał w Oakland w roku 2002. Zespół gra muzykę, w której można usłyszeć mieszankę death metalu, deathgrindu, metalcore’u i sludge metalu.

## Muzycy

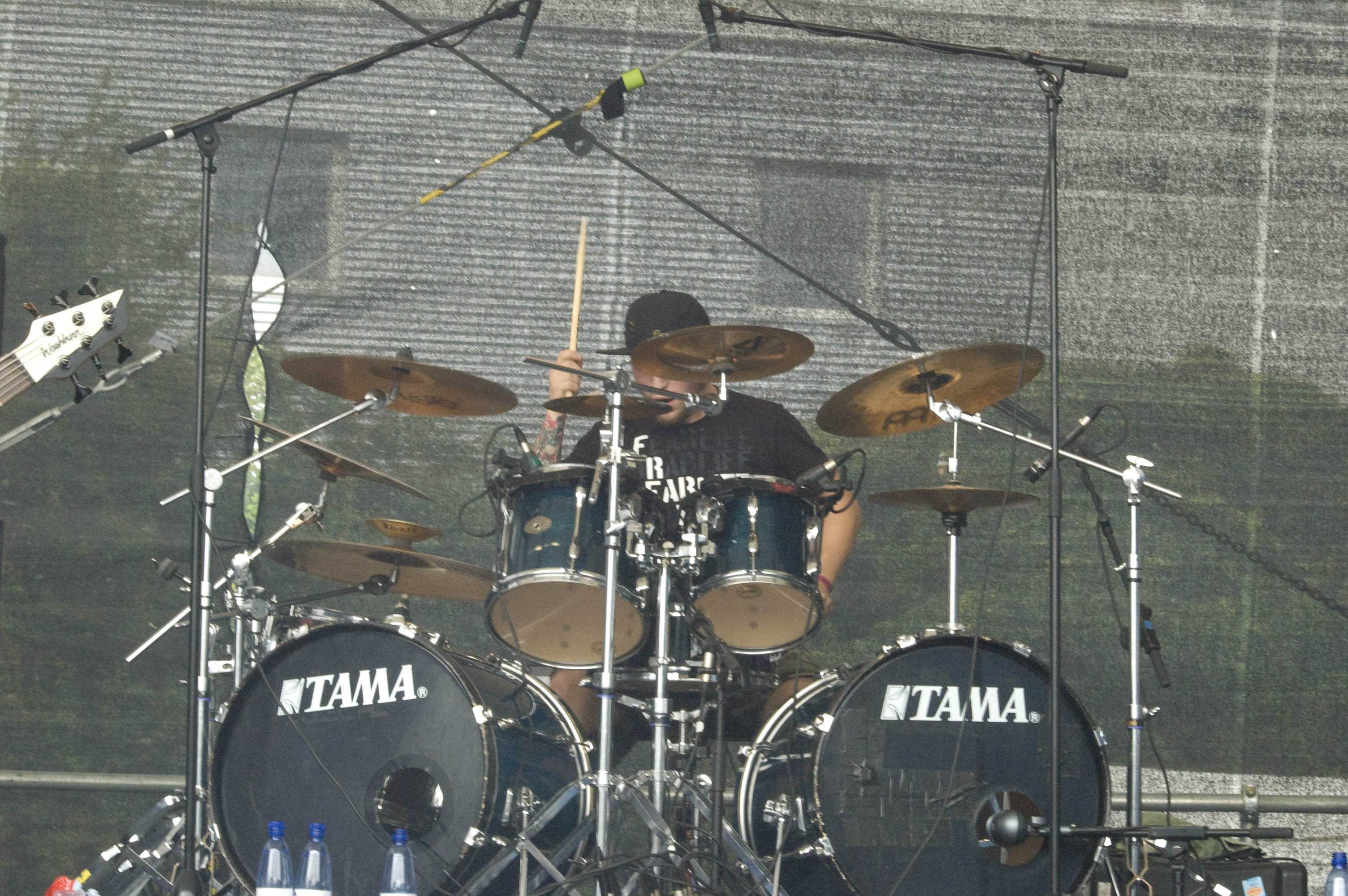
Matt Kuykendall, 2008

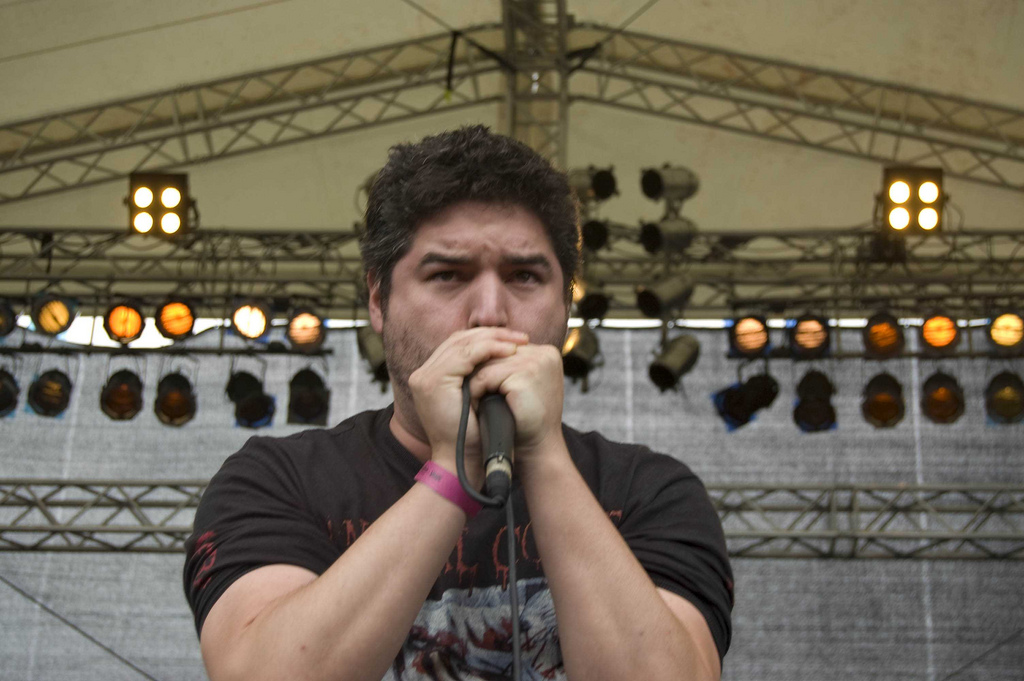
Hernan „Eddie” Hermida, 2008

| Obecny skład zespołu - Mike Tiner – gitara basowa (od 2002) - Francesco Artusato – gitara (od 2010) - Adam Pierce – perkusja (od 2010) Muzycy koncertowi - Rob Maramonte – gitara (od 2012) |  | Byli członkowie zespołu - Craig Betit – wokal (2002–2003) - Caysen Russo – gitara (2002–2003) - Matt Kuykendall – perkusja (2002–2010) - Ben Orum – gitara (2002–2012) - Chris Storey – gitara (2003–2009) - Hernan „Eddie” Hermida – wokal (2003–2013) - Jason Richardson – gitara (2009–2010) |

## Dyskografia
| 2003                           | Hate, Malice, Revenge - Data: 19 kwietnia 2003 - Wydawca: Amputed Vein  | –   | – | – |                  |
| 2006                           | The Price of Existence - Data: 8 sierpnia 2006 - Wydawca: Nuclear Blast | –   | – | – |                  |
| 2008                           | Awaken the Dreamers - Data: 16 września 2008 - Wydawca: Nuclear Blast   | 126 | – | 1 | - USA: 5,0 tys.+ |
| 2011                           | This Is Where It Ends - Data: 26 lipca 2011 - Wydawca: Nuclear Blast    | 50  | 8 | – | - USA: 8,4 tys.+ |
| „–” pozycja nie była notowana. |                                                                         |     |   |   |                  |